# رابرت لدلی
رابرت لدلی (انگلیسی: Robert Ledley; ۲۸ ژوئن ۱۹۲۶ – ۲۴ ژوئیهٔ ۲۰۱۲) دانشمند در زمینه ریاضیات اهل ایالات متحده آمریکا بود.
وی همچنین برندهٔ جوایزی همچون مدال ملی فناوری و نوآوری شده‌است.